# 青沼英二
青沼 英二（あおぬま えいじ、1963年3月16日 - ）は任天堂のゲームクリエイター。同社のコンピュータゲーム『ゼルダの伝説』シリーズ総合プロデューサー。長野県出身、血液型はA型。愛称は「ひげのおじさん」。

## 経歴
東京芸術大学美術学部デザイン学科修士卒。1988年に任天堂へ入社、任天堂情報開発本部に所属。
大学在学中には、モーターとクランクの仕掛けによって楽器演奏の仕草をするオートマタ（からくり人形）を制作、その後大学院へ進学し制作活動を続ける。就職を間近に控えた時期に自身の作品の展示会を開いた際、たまたま会場を訪れていたゲーム会社の関係者と出会い、これをきっかけにゲーム業界に興味を持つ。その後、同大学の卒業生で当時任天堂に在籍していた小田部羊一の紹介により任天堂の面接を受ける。この時の面接官の一人が、後にゼルダの伝説シリーズを共に制作することになる宮本茂であった。
任天堂入社後の1990年代には『マリオオープンゴルフ』や『ジョイメカファイト』の開発に携わり、『マーヴェラス 〜もうひとつの宝島〜』で初のディレクション業を行う。『マーヴェラス』制作後、外部会社との開発が多かった青沼は宮本茂に任天堂社内で開発をしたいと頼み込み、『ゼルダの伝説 時のオカリナ』の開発に参加。『ゼルダの伝説 4つの剣+』より宮本茂から総合プロデューサーを引き継ぐ。
2016年に英国のゲーム賞「ゴールデンジョイスティックアワード」にて特別功労賞を受賞。2023年11月、フランスで開催されたゲーム見本市「Paris Games Week」に合わせて、フランス文化省は青沼に対して芸術文化勲章のシュバリエを授与することを示唆した。実現すればゲームクリエイターとしては、宮本茂、ミシェル・アンセル（レイマンシリーズ等）、ピーター・モリニュー（ポピュラス等）に続く受章となる。

## 人物
任天堂社内の吹奏楽部「The Wind Wakers」の部長でもある。楽器はパーカッション。
『ゼルダの伝説 風のタクト』を制作したのはちょうど息子が生まれたときで、リンクを連れ回す船の「赤獅子の王」のセリフは青沼が書いていたが、「初めて父親になったばかりだったので、子供に向かって偉そうに話しているような内容になっていますね（笑）」と語っている。10年以上経ちリメイクすることになった際、「あらためて読んでみたら「何言ってんだこいつ!?」って（笑）」と恥ずかしくなってしまい、リメイク版では言葉を少しマイルドに変更している。
好き嫌いの分かれるチンクルについては、「嫌いではないです（笑）。ゼルダシリーズに積極的に絡めていくかどうかというと、難しいキャラクターなんですが」と語り、「具体的なモデルはいませんが、うちのデザイナーの友達の昔のあだ名がチンクルだという話は聞いたことがあります」と由来を明かしている。

## 作品
- マリオオープンゴルフ：作画
- ジョイメカファイト：ドット絵[9]
- BSマーヴェラス タイムアスレチック：ディレクション
- BSスーパーマリオUSA パワーチャレンジ：グラフィック（小田部羊一、井沢圭子と共同）
- マーヴェラス 〜もうひとつの宝島〜：ディレクション、グラフィック
- ブラストドーザー：ローカライズスタッフ（寺崎啓祐、後藤正志と共同）[14]
- スター・ウォーズ 帝国の影：ローカライズスタッフ（田邊賢輔、寺崎啓祐、山田裕之、後藤正志と共同）[14]
- ゴールデンアイ 007：ローカライズ（寺崎啓祐、後藤正志と共同）[14]
- ゼルダの伝説 時のオカリナ：ゲームシステムディレクション（山田洋一と共同）
- ゼルダの伝説 ムジュラの仮面：ゲームシステムディレクション（小泉歓晃と共同）
- ゼルダの伝説 風のタクト：ディレクション
- ゼルダの伝説 4つの剣+：プロデュース（宮本茂と共同）
- ゼルダの伝説 ふしぎのぼうし：監修
- ゼルダの伝説 トワイライトプリンセス：ディレクション
- ゼルダの伝説 夢幻の砂時計：プロデュース
- ゼルダの伝説 大地の汽笛：プロデュース
- ゼルダの伝説 スカイウォードソード：プロデュース
- ゼルダの伝説 時のオカリナ 3D：プロデュース（石井浩一、清水隆雄と共同）
- ゼルダの伝説 風のタクト HD：プロデュース
- ゼルダの伝説 神々のトライフォース2：プロデュース
- ゼルダ無双：スーパーバイザー
- ゼルダの伝説 ムジュラの仮面 3D：プロデュース（石井浩一と共同）
- ゼルダの伝説 トライフォース3銃士：プロデュース[15]
- ゼルダの伝説 トワイライトプリンセス HD：プロデュース[16]
- ゼルダの伝説 ブレス オブ ザ ワイルド：プロデュース
- ゼルダの伝説 夢をみる島 (Nintendo Switch)：プロデュース
- ゼルダ無双 厄災の黙示録：監修
- ゼルダの伝説 スカイウォードソード HD：プロデュース
- ゼルダの伝説 ティアーズ オブ ザ キングダム：プロデュース
- ゼルダの伝説 知恵のかりもの：プロデュース